# Murettopass
Der 2560 m hohe Murettopass (ital. Passo del Muretto) liegt zwischen der Berninagruppe und den Südlichen Bergeller Bergen. Ein Wanderweg verbindet hier den Engadiner Malojapass über das Valmalenco mit Sondrio im Veltlin.

## Geschichte
Bereits für das Jahr 1375 ist ein Raubzug aus dem Valmalenco überliefert, der über den Murettopass führte. Nachdem 1618 Truppen aus dem Engadin ins Veltlin einfielen, nahmen zwei Jahre später Flüchtlinge aus dem Veltlin den entgegengesetzten Weg.
Mitte des 19. Jahrhunderts verlor der Pass seine vorherige Bedeutung. Schuld daran waren neue Zollvorschriften der Schweiz nach 1848 und die hohe Belastung der Schweizer Produkte durch den Zoll des österreichischen Königreich Lombardo-Venetien. Wurden noch 1814 am Muretto 70.000 Saum Wein aus dem Veltlin in die Schweiz gebracht, dazu noch allerlei weitere regionale Produkte, war es nach 1848 nur noch etwas Vieh und andere landwirtschaftliche Produkte. Aber schon zuvor erlitt der Verkehr am Muretto einen herben Rückschlag, als bei einem Unwetter im Jahre 1834 große Teile des Weges zerstört und nicht so bald wiederhergestellt wurden. Letztlich war dies wohl auch der Grund, warum der Muretto keine Zollstation erhielt, maß man doch deren Bedarf am aktuellen Verkehr. In der zweiten Hälfte des 19. Jahrhunderts drohte der Vorstoss der Gletscher vom Pizzo dei Rossi und Monte del Forno den Weg unpassierbar zu machen. Die frühen Ausgaben der Dufour-Karte zeigen, dass der Weg auf der italienischen und Schweizer Seite über den Gletscher geführt werden musste. Seit spätestens 1890 war der Pass jedoch wieder eisfrei.
Letztlich wurde der Weg nur noch dürftig wiederhergestellt, sodass er gefahrlos für Fußgänger und den Viehtrieb nutzbar war. Das hat sich bis heute nicht geändert, weshalb den Weg heute nur noch Wanderer und Mountainbiker nutzen. Fußgänger können den Pass in 5 bis 6 Stunden relativ bequem bewältigen.